# Celles-sur-Belle
Pour les articles homonymes, voir Celles et Belle.
Celles-sur-Belle est une commune nouvelle française depuis le 1er janvier 2019, à la suite de son rapprochement avec la commune de Saint-Médard ; les communes de Celles-sur-Belle, Verrines et Montigné ayant déjà le statut de communes associées depuis 1973. Elle est située dans le département des Deux-Sèvres en région Nouvelle-Aquitaine.
Ses habitants sont appelés les Celloises et Cellois.

## Géographie

### Localisation
Celles-sur-Belle se situe dans le Pays mellois, à environ 20 km au sud-est de Niort, préfecture des Deux-Sèvres, par la route départementale D 948 qui relie Niort à Limoges. Elle est la troisième commune la plus peuplée de la communauté de communes Mellois en Poitou, derrière Melle et Aigondigné. Son bourg, qui compte environ 2 500 habitants, conserve un caractère dynamique tout en ayant su préserver, notamment depuis la construction de la déviation, son aspect de petite ville tranquille.

Elle est située sur l'un des chemins de Compostelle, entre Poitiers et Bordeaux : la via Turonensis.

Celles-sur-Belle sur la Via Turonensis.

### Transports
Celles-sur-Belle est située sur l'ancienne route nationale 148 qui reliait Sainte-Hermine à Étagnac en passant par Niort et  Limoges. Cette route s'appelle désormais la départementale 948.
Un aérodrome privé, LF7926 - Verrines sous Celles La Jonchè est en activité sur le territoire de la commune. Piste en herbe 03-19 de 538 m, ouvert aux ULM

### Hydrographie
Un cours d'eau référencé par le Sandre traverse la commune.
Il s'agit de la Belle, affluent de la Boutonne.

### Climat
Le climat qui caractérise la commune est qualifié, en 2010, de « climat océanique altéré », selon la typologie des climats de la France qui compte alors huit grands types de climats en métropole. En 2020, la commune ressort du même type de climat dans la classification établie par Météo-France, qui ne compte désormais, en première approche, que cinq grands types de climats en métropole. Il s’agit d’une zone de transition entre le climat océanique, le climat de montagne et le climat semi-continental. Les écarts de température entre hiver et été augmentent avec l'éloignement de la mer. La pluviométrie est plus faible qu'en bord de mer, sauf aux abords des reliefs.
Les paramètres climatiques qui ont permis d’établir la typologie de 2010 comportent six variables pour les températures et huit pour les précipitations, dont les valeurs correspondent aux données mensuelles sur la normale 1971-2000. Les sept principales variables caractérisant la commune sont présentées dans l'encadré ci-après.
| Paramètres climatiques communaux sur la période 1971-2000 - Moyenne annuelle de température : 12,2 °C - Nombre de jours avec une température inférieure à −5 °C : 1,7 j - Nombre de jours avec une température supérieure à 30 °C : 5,3 j - Amplitude thermique annuelle : 14,8 °C - Cumuls annuels de précipitation : 899 mm - Nombre de jours de précipitation en janvier : 12,5 j - Nombre de jours de précipitation en juillet : 7,2 j |

Avec le changement climatique, ces variables ont évolué. Une étude réalisée en 2014 par la Direction générale de l'Énergie et du Climat complétée par des études régionales prévoit en effet que la  température moyenne devrait croître et la pluviométrie moyenne baisser, avec toutefois de fortes variations régionales. La station météorologique de Météo-France installée sur la commune et en service de 1959 à 2014 permet de connaître l'évolution des indicateurs météorologiques. Le tableau détaillé pour la période 1981-2010 est présenté ci-après.
| Mois                                  | jan.             | fév.           | mars         | avril         | mai             | juin         | jui.         | août           | sep.        | oct.        | nov.            | déc.           | année      |
| ------------------------------------- | ---------------- | -------------- | ------------ | ------------- | --------------- | ------------ | ------------ | -------------- | ----------- | ----------- | --------------- | -------------- | ---------- |
| Température minimale moyenne (°C)     | 2                | 1,8            | 3,6          | 5,4           | 9,2             | 12,1         | 14           | 13,8           | 11,4        | 9           | 4,7             | 2,5            | 7,5        |
| Température moyenne (°C)              | 5,2              | 5,9            | 8,7          | 10,9          | 14,8            | 18,1         | 20,2         | 20,1           | 17,2        | 13,5        | 8,4             | 5,6            | 12,4       |
| Température maximale moyenne (°C)     | 8,3              | 10             | 13,7         | 16,4          | 20,4            | 24           | 26,5         | 26,5           | 23          | 18,1        | 12,1            | 8,7            | 17,3       |
| Record de froid (°C) date du record   | −15,7 16.01.1985 | −14 05.02.1963 | −11 02.03.05 | −5 07.04.08   | −1,5 03.05.1963 | 2 01.06.1965 | 4 06.07.1965 | 4,5 30.08.1986 | 2 26.09.10  | −3 25.10.03 | −8 21.11.1993   | −11 31.12.1996 | −15,7 1985 |
| Record de chaleur (°C) date du record | 17 05.01.1999    | 23 15.02.1998  | 26 20.03.05  | 32,5 30.04.05 | 34,5 24.05.10   | 39 22.06.05  | 40 13.07.03  | 42,5 09.08.03  | 35 08.09.12 | 32 02.10.11 | 21,5 02.11.1970 | 18,5 07.12.00  | 42,5 2003  |
| Précipitations (mm)                   | 85,1             | 68,1           | 65,3         | 73            | 71,2            | 52,2         | 56,7         | 54,7           | 64,4        | 92,9        | 93,6            | 100,4          | 877,6      |

## Urbanisme

### Typologie
Au 1er janvier 2024, Celles-sur-Belle est catégorisée commune rurale à habitat dispersé, selon la nouvelle grille communale de densité à sept niveaux définie par l'Insee en 2022.
Elle appartient à l'unité urbaine de Celles-sur-Belle, une unité urbaine monocommunale constituant une ville isolée,. Par ailleurs la commune fait partie de l'aire d'attraction de Niort, dont elle est une commune de la couronne,. Cette aire, qui regroupe 91 communes, est catégorisée dans les aires de 50 000 à moins de 200 000 habitants,.

### Risques majeurs
Le territoire de la commune de Celles-sur-Belle est vulnérable à différents aléas naturels : météorologiques (tempête, orage, neige, grand froid, canicule ou sécheresse), inondations, mouvements de terrains et séisme (sismicité modérée). Il est également exposé à un risque technologique,  le transport de matières dangereuses. Un site publié par le BRGM permet d'évaluer simplement et rapidement les risques d'un bien localisé soit par son adresse soit par le numéro de sa parcelle.

#### Risques naturels
Certaines parties du territoire communal sont susceptibles d’être affectées par le risque d’inondation par débordement de cours d'eau, notamment la Belle. La commune a été reconnue en état de catastrophe naturelle au titre des dommages causés par les inondations et coulées de boue survenues en 1982, 1999 et 2010,.

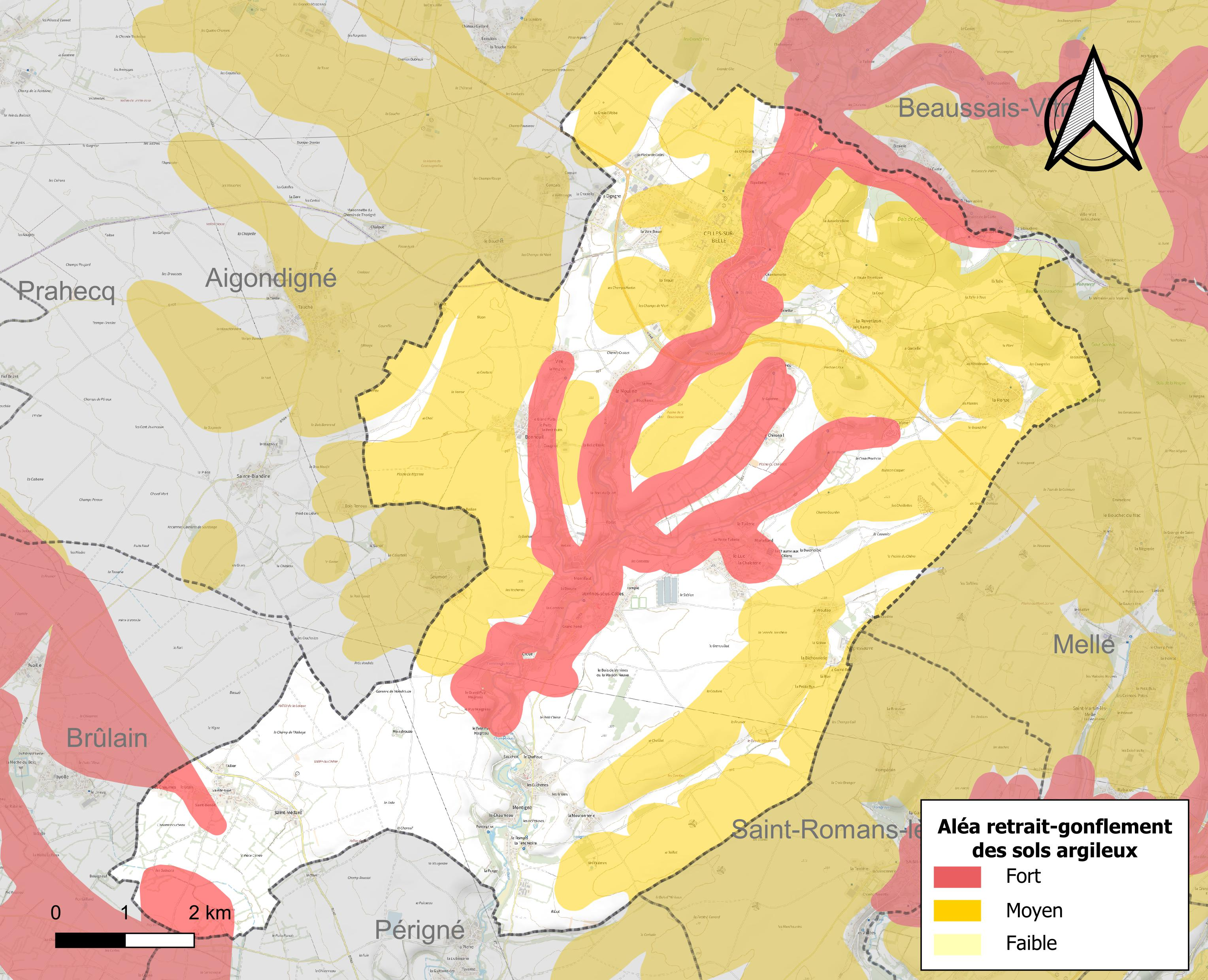
Carte des zones d'aléa retrait-gonflement des sols argileux de Celles-sur-Belle.

Les mouvements de terrains susceptibles de se produire sur la commune sont des mouvements de terrains, notamment des tassements différentiels. Le retrait-gonflement des sols argileux est susceptible d'engendrer des dommages importants aux bâtiments en cas d’alternance de périodes de sécheresse et de pluie. 65,2 % de la superficie communale est en aléa moyen ou fort (54,9 % au niveau départemental et 48,5 % au niveau national). Depuis le 1er octobre 2020, en application de la loi ELAN, différentes contraintes s'imposent aux vendeurs, maîtres d'ouvrages ou constructeurs de biens situés dans une zone classée en aléa moyen ou fort,.
La commune a été reconnue en état de catastrophe naturelle au titre des dommages causés par la sécheresse en 2003, 2005, 2011 et 2017 et par des mouvements de terrain en 1993, 1999 et 2010.

## Toponymie
Appelée d'abord Celles (ou Celle), la commune a pris le nom de Celles-sur-Belle en 1892.

## Histoire
Une légende nous renseigne que le premier pèlerinage vers Notre-Dame-de-Celles se serait effectué en 507, par le roi Clovis, après sa victoire à la bataille de Vouillé sur les Wisigoths. Notre-Dame-de-Celles était un prieuré de l’abbaye de Lesterps, érigé en abbaye vers 1137 par l'évêque de Poitiers. L'abbaye royale de Celles-sur-Belle suit la règle de saint Augustin jusqu'en 1651, lorsque l'abbaye est rattachée à la congrégation des génovéfains.
Vers 1460-1477, le roi Louis XI fait reconstruire l'abbaye. Parfois en faisant la déviation, Louis XI effectuait plusieurs pèlerinages vers cette abbaye (9 fois au minimum), notamment le dimanche 22 avril 1470 pour célébrer Pâques. En octobre 1472, par ses lettres patentes, Louis XI autorisa de nouveau plusieurs privilèges, à la suite de la mort du duc de Guyenne, son frère.
L'abbaye est détruite en 1568 par les protestants.
Il faut attendre l'intervention de l'architecte François le Duc dit Toscane pour voir l'église reconstruite à nouveau. Une inscription peinte dans le chœur rappelle les malheurs de l'église : « Constructa sub Ludovico XI Destructa ab Hereticis Anno 1568 Anno 1669 restaurata Le Duc dit Toscane ».
Par arrêté préfectoral du 10 novembre 1972 prenant effet au 1er janvier 1973, les communes de Montigné et Verrines-sous-Celles entrent en fusion-association avec Celles-sur-Belle.
Le 1er janvier 2019, Saint-Médard fusionne au sein de Celles-sur-Belle, qui prend le statut de commune nouvelle,. Les anciennes communes associées de Montigné et Verrines-sous-Celles deviennent des communes déléguées et s'ajoutent à celles de Celles-sur-Belle et de Saint-Médard.

## Politique et administration

### Rattachements administratifs et électoraux
La commune se trouve depuis 1926 dans l'arrondissement de Niort du département des Deux-Sèvres. Pour l'élection des députés, elle fait partie depuis 1988 de la deuxième circonscription des Deux-Sèvres.
Elle était depuis 1793 le chef-lieu du canton de Celles-sur-Belle. Dans le cadre du redécoupage cantonal de 2014 en France, ce canton, dont la commune est désormais le bureau centralisateur, est modifié, passant de 9 à 27 communes.

### Intercommunalité
La commune était le siège de la communauté cantonale de Celles-sur-Belle, une communauté de communes créée fin 1992.
Celle-ci fusionne avec ses voisines pour former, le 1er janvier 2017, la communauté de communes Mellois en Poitou, dont la commune est désormais membre.

### Liste des maires
| Période                                  | Période       | Identité       | Étiquette | Qualité |
| ---------------------------------------- | ------------- | -------------- | --------- | --- |
| Les données manquantes sont à compléter. |               |                |           | |
| mars 1971                                | juin 1995     | Pierre Billard | UDF       | Chef d'entreprise industrielle retraité Conseiller régional de Poitou-Charentes (1985 → 1998) Vice-président du conseil régional de Poitou-Charentes (1986 → 1998) Conseiller général du canton de Celles-sur-Belle (1979 → 1998) Vice-président du conseil général des Deux-Sèvres (1979 → 1998) |
| juin 1995                                | décembre 2018 | Jean-Marie Roy | DVD       | Masseur-kinésithérapeute Président de la communauté cantonale de Celles-sur-Belle (2015 → 2016) |

| Période        | Période     | Identité       | Étiquette | Qualité                                                                                 |
| -------------- | ----------- | -------------- | --------- | --------------------------------------------------------------------------------------- |
| 8 janvier 2019 | 28 mai 2020 | Jean-Marie Roy | DVD       | Masseur-kinésithérapeute                                                                |
| 28 mai 2020    | En cours    | Sylvie Brunet  | DVC       | Pharmacienne, ancienne adjointe 5e vice-présidente de la CC Mellois en Poitou (2020 → ) |

### Distinctions et labels
Dans son palmarès 2024, le Conseil national de villes et villages fleuris de France a attribué trois fleurs à la commune.

## Population et société

### Démographie
L'évolution du nombre d'habitants est connue à travers les recensements de la population effectués dans la commune depuis 1793. Pour les communes de moins de 10 000 habitants, une enquête de recensement portant sur toute la population est réalisée tous les cinq ans, les populations de référence des années intermédiaires étant quant à elles estimées par interpolation ou extrapolation. Pour la commune, le premier recensement exhaustif entrant dans le cadre du nouveau dispositif a été réalisé en 2007.

En 2022, la commune comptait 3 834 habitants, en évolution de −1,29 % par rapport à 2016 (Deux-Sèvres : +0,18 %, France hors Mayotte : +2,11 %).
| 1793  | 1800  | 1806  | 1821  | 1831  | 1836  | 1841  | 1846  | 1851  |
| ----- | ----- | ----- | ----- | ----- | ----- | ----- | ----- | ----- |
| 1 052 | 1 102 | 1 093 | 1 338 | 1 461 | 1 473 | 1 479 | 1 571 | 1 679 |

| 1856  | 1861  | 1866  | 1872  | 1876  | 1881  | 1886  | 1891  | 1896  |
| ----- | ----- | ----- | ----- | ----- | ----- | ----- | ----- | ----- |
| 1 712 | 1 589 | 1 553 | 1 424 | 1 612 | 1 613 | 1 599 | 1 624 | 1 594 |

| 1901  | 1906  | 1911  | 1921  | 1926  | 1931  | 1936  | 1946  | 1954  |
| ----- | ----- | ----- | ----- | ----- | ----- | ----- | ----- | ----- |
| 1 575 | 1 562 | 1 594 | 1 434 | 1 448 | 1 389 | 1 432 | 1 402 | 1 409 |

| 1962  | 1968  | 1975  | 1982  | 1990  | 1999  | 2006  | 2007  | 2012  |
| ----- | ----- | ----- | ----- | ----- | ----- | ----- | ----- | ----- |
| 1 508 | 1 555 | 2 898 | 3 274 | 3 425 | 3 480 | 3 576 | 3 591 | 3 736 |

| 2017  | 2022  | - | - | - | - | - | - | - |
| ----- | ----- | - | - | - | - | - | - | - |
| 3 907 | 3 834 | - | - | - | - | - | - | - |

En 1973, les communes de Montigné et Verrines-sous-Celles fusionnent avec Celles-sur-Belle.
En 2019, une nouvelle fusion intervient entre Celles-sur-Belle et Saint-Médard. La population municipale 2018 du nouvel ensemble s'établit à 3 858 habitants, pour une population totale de 3 918 habitants.

### Manifestations culturelles et festivités
Depuis 1999 a lieu en août le festival Lumières du baroque consacré à la musique classique,.

### Sports
- le HBC Celles-sur-Belle, le club de handball local, est connu pour évoluer au niveau régional et même national avec son équipe féminine.

## Économie
Celles-sur-Belle accueille plus d'une cinquantaine d'entreprises actives au service de sa population.
Artisans, commerçants, services divers, tout est représenté à Celles-sur-Belle.
S'appuyant sur des traditions de savoir-faire, le tissu économique repose, pour l'essentiel, sur un maillage relativement dense de TPE (très petites entreprises) autour de deux plus importantes, du secteur agro-alimentaire (Sèvre-et-Belle et la SOCOPA) qui emploient plus de 400 salariés. Les petites entreprises personnelles, artisanales, industrielles, tertiaires et de services, très dynamiques, ont l'avantage d'être plus réactives en cas de crise.
À Celles-sur-Belle, 90 % des entreprises ont moins de 10 salariés.

## Culture locale et patrimoine

### Lieux et monuments
- Abbaye royale de Celles-sur-Belle[41] du XIIe siècle, située sur le chemin de Saint-Jacques de Compostelle. L'édifice a été classé au titre des monuments historiques en 1977[42].
- Église Saint-Maixent de Verrines du XIIe siècle d'architecture romane, reconstruite plus tard en style gothique. L'édifice a été classé au titre des monuments historiques en 1840[43].
- Église Saint-Hilaire de Celles-sur-Belle. L'édifice a été classé au titre des monuments historiques en 1989[44].
- Maison du protestantisme poitevin à Beaussais.
- Faux menhirs de l'Abbesse : deux rochers naturels, figurant sur la carte IGN au 1/25 000 comme menhirs, et classés, à tort[45], comme monuments historiques depuis 1889[46].

### Patrimoine naturel
- La Talle à teurtous (châtaignier à tout le monde), arbre remarquable. Une « talle », dans le parler saintongeais, désigne un châtaignier greffé pour la production de fruits. Celui-ci a donné son nom au lieu où il se trouve sur le hameau de la Revêtizon. Le tronc principal dont la circonférence dépasse les 7 mètres à une hauteur de 1,80 m est mort depuis plusieurs années ; mais deux drageons qui l'entourent lui ont redonné une nouvelle jeunesse. L'ensemble fait 11,65 m de circonférence à une hauteur de 1 m.

### Personnalités liées à la commune
- Charles-Maurice de Talleyrand-Périgord (1754-1838), abbé commendataire de l'abbaye de Celles.
- Gaston Paul Barré dit Robert Dalban (1903-1987), acteur, y est né. La salle municipale pouvant servir de salle de projection porte son nom[47].
- Albert Marteau (1911-1996), Compagnon de la Libération, né et inhumé à Verrines-sur-Celle.

### Héraldique
| Blason | Blasonnement : D’azur à cinq fusées d’or accolées en fasce, surmontées de trois oiseaux volants du même rangés en chef. |

## Sources